# Dezider Németh
Dezider Németh (1. června 1936 Šurany – 21. prosince 2011, Šurany) byl slovenský publicista, filmař a fotograf.

## Životopis
Městu zůstal věrný po celý život, o čemž svědčí jeho bohatý umělecký archiv. Jak sám říká „pokud bychom měli vzít každou fotografii do ruky, potřebovali bychom k tomu několik let...“ K fotografování se dostal jako osmiletý díky svému staršímu bratrovi s fotoaparátem Agfa. Intenzivnější fotografickou činností se začal zabývat koncem padesátých let a svou první výstavu představil veřejnosti v roce 1962. V roce 1966 založil v nově otevřeném Domě odborů v Šuranech Foto film klub a až do roku 1978 byl jeho předsedou.
Vedle fotografování se věnoval amatérskému filmu, a to tak kvalitně, že si ho Československá televize vybrala za stálého profesionálního spolupracovníka – filmového zpravodaje. V roli kameramana působil téměř dvacet let a zaznamenal mnoho zajímavých akcí ze života Novozámockého okresu. Za tuto práci si vysloužil několik ocenění Svazu Slovenských novinářů.